# Hsieh Cheng-peng
 Hsieh Cheng-peng  (22 de septiembre de 1991) es un tenista profesional de Taiwán, nacido en la ciudad de Taipéi.

## Carrera

### Júnior
En el año 2008 Hsieh ganó el Campeonato de Wimbledon 2008 (dobles júnior masculino) junto a Yang Tsung-hua como pareja. En 2009 ganó el Abierto de Australia 2009 de la misma modalidad junto al filipino Francis Casey Alcantara y el US Open 2009 junto al húngaro Márton Fucsovics. Hsieh compiló un récord en dobles de partidos ganados/perdidos de 124-33 (69-44 en individuales) y alcanzó la posición N.º 8 en el ranking combinado de la ITF Júnior en abril del año 2009.
Mejores resultados en torneos Grand Slams Juniors-Individuales:
Australian Open: Cuartos de final (2009)

Roland Garros: Primera ronda (2009, 2013)

Wimbledon: Segunda ronda(2009)

US Open: Primera ronda(2008, 2009)
Mejores resultados en torneos Grand Slams Juniors-Dobles:
Australian Open: Campeón (2008)

Roland Garros: Cuartos de final (2008)

Wimbledon: Campeón (2008)

US Open: Campeón (2009)

## Circuito profesional
Su ranking más alto a nivel individual fue el puesto N.º 1098, alcanzado el 18 de julio de 2011. A nivel de dobles alcanzó el puesto N.º 118 el 18 de junio de 2012.
Ha ganado hasta el momento 2 torneos de la categoría ATP Challenger Series, ambos en la modalidad de dobles. Así como también varios títulos futures en individuales y en dobles.

## Títulos ATP (0; 0+0)

### Dobles (0)
| Leyenda                   |
| Grand Slam (0)            |
| ATP World Tour Finals (0) |
| ATP Masters 1000 (0)      |
| ATP World Tour 500 (0)    |
| ATP World Tour 250 (0)    |

#### Finalista (1)
| Nº | Fecha                 | Torneo | Superficie | Pareja              | Oponentes en la final       | Resultado        |
| 1. | 10 de febrero de 2019 | Sofía  | Dura (i)   | Christopher Rungkat | Nikola Mektić Jürgen Melzer | 2-6, 6-4, [2-10] |

## Challenger Series

### Títulos

#### Dobles
| N.º | Fecha      | Torneo                  | Superficie | Pareja       | Rival en la final          | Resultado |
| --- | ---------- | ----------------------- | ---------- | ------------ | -------------------------- | --------- |
| 1.  | 09.06.2012 | Challenger de Prostějov | Tierra     | Lee Hsin-han | Colin Ebelthite John Peers | 7:5, 7:5  |
| 2.  | 01.02.2015 | Challenger de Hong Kong | Dura       | Yi Chu-huan  | Saketh Myneni Sanam Singh  | 6:4, 6:2  |